# Patrick Anderson (basket-ball)
Pour les articles homonymes, voir Patrick Anderson.
Patrick Anderson, né le 22 août 1979 à Edmonton, est un joueur canadien de basket-ball en fauteuil roulant, classé 4.5 point player (en). 
Il est membre de l'équipe du Canada de basket-ball en fauteuil roulant depuis 1997, avec laquelle il a remporté trois titres de champion paralympique, dont deux consécutifs (en 2000 et 2004). Il est considéré comme le meilleur joueur de l'Histoire de ce sport, à l'image de Michael Jordan dans le basket-ball chez les valides.